# Hrvatsko-japanski odnosi
|                                 |                                 |
| Republika Hrvatska              | Japan                           |
| Veleposlanstvo Hrvatske u Tokio | Veleposlanstvo Japana u Zagrebu |

Hrvatsko-japanski odnosi (na japanskom jeziku 日本とクロアチアの関係) odnose se na bilateralne međunarodne odnose između Hrvatske i Japana.

## Povijest
Dvije zemlje uspostavile su diplomatske odnose 5. ožujka 1993. Veleposlanstvo Republike Hrvatske u Tokiju otvoreno je u rujnu iste godine. S druge strane, Veleposlanstvo Japana u Zagrebu otvoreno je u veljači 1998. Povijesno gledano, za vrijeme drugog svjetskog rata Japan je sklopio savez s Nezavisnom Državom Hrvatskom, nacističkom Njemačkom i fašističkom Italijom.

## Kultura

### Gradovi prijatelji
- Rijeka –  Kawasaki (od 23. lipnja 1977.[3])
- Zagreb –  Kyoto (od 22. listopada 1981.[4])
- Pula –  Hekinan (od 5. travnja 2007.[5])

### Haiku u Hrvatskoj
Vladimir Devidé, rođen 1925. godine u Zagrebu, bio je matematičar i akademik koja učio je elektronike i inženjeringa na Sveučilištu u Zagrebu. A osim toga, u isto vrijeme on bio je japanolog i književnik, bio je osobito zainteresiran za haiku koja je tradicionalan japanski oblik poezije sa sedamnaest slogova. U godini 1970. objavio je knjigu pod nazivom Japanska haiku poezija i njen kulturnopovijesni okvir.

### Nogomet
Hrvatska nogometna reprezentacija je pobijedila Japan u Svjetskom nogometnom prvenstvu u Francuskoj 1998. godine, i kao što znate, Hrvatska su osvojili trećeplasirani.
U godini 1999. japanski nogometaš Kazuyoshi Miura bivši Dinamov igrač, ali nije ništa posebno postigao i brzo ponovno se vratio u Japan. Od 2011. do 2012. godine, Masahiko Inoha bivši Hajdukov igrač na položaju sredine terena ili obrane.

## Diplomatski predstavnici

### Veleposlanici Hrvatske u Tokiju
1. Midhat Arslanagić (od 1993. do 1994.)
2. Anđelko Šimić (od 1995. do 1997.)
3. Davorin Mlakar (od 1998. do 2000.)
4. Drago Buvač (od 2001. do 2005.)
5. Drago Štambuk (od 2005. do 2010.)
6. Mira Martinec (od 2011. do 2015.)
7. Dražen Hrastić (od 2015. do danas)

### Veleposlanici Japana u Zagrebu
1. Kazuichi Miura (otpravnik poslova, od 1943. do 1945.)
  - Nema veleposlanika od 1945. do 1958.
  - Veleposlanici Japana u Beogradu od 1958. do 1991.
  - Nema veleposlanika od 1991. do 1993.
  - Veleposlanici Japana u Beču od 1993. do 1998.
2. Keisuke Oba (od 1998. do 2001.)
3. Shojiro Imanishi (od 2001. do 2003.)
4. Kaname Ikeda (od 2003. do 2006.)
5. Tesuhisa Shirakawa (od 2006. do 2009.)
6. Yoshio Tamura (od 2009. do 2012.)
7. Masaru Tsuji (od 2012. do 2013.)
8. Keiji Ide (od 2013. do 2016.)
9. Keiji Takiguchi (od 2016. do danas)

## Vanjske poveznice
- Veleposlanstvo Republike Hrvatske u Japanu  Arhivirana inačica izvorne stranice od 25. travnja 2017. (Wayback Machine)
- Veleposlanstvo Japana u Republici Hrvatskoj